# Abu Dhabi
Abu Dhabi, o più correttamente Abū Ẓabī (in arabo أبو ظبي‎?), è la capitale degli Emirati Arabi Uniti e capitale dell'omonimo emirato. Abu Dhabi si trova su un'isola a forma di T che si protende nel Golfo Persico dalla costa centro-occidentale. Nel 2014 la città vera e propria contava una popolazione di 1,5 milioni di persone.
La città fu fondata nel 1791 dalla tribù beduina dei Banū Yās, che avevano occupato la regione, lasciando il Najd poiché in contrasto con i wahhabiti dell'Arabia.
Abu Dhabi ospita uffici del governo federale, è la sede del governo degli Emirati Arabi Uniti, sede della famiglia degli Emiri di Abu Dhabi e del Presidente degli Emirati Arabi Uniti, che proviene da questa famiglia. Il suo rapido sviluppo e l'urbanizzazione, accoppiata con il relativamente alto reddito medio della sua popolazione, ha trasformato la città in una grande e avanzata metropoli. Oggi la città è il centro del paese nelle attività politiche e industriali, oltre ad essere un importante centro culturale e commerciale. Abu Dhabi rappresenta circa i due terzi dell'economia degli Emirati Arabi Uniti con circa 400 miliardi di dollari statunitensi.
Abu Dhabi è la quarta città più cara per i lavoratori espatriati nella regione, nel 2014 è stata la 68ª città più costosa al mondo.
Oltrepassando oltre 300 città, tra cui Tokyo, Basilea, Monaco e Vienna, la capitale degli Emirati Arabi Uniti è tornata in cima alla lista come la città più sicura al mondo. L'indice di sicurezza dell'emirato è cresciuto da 86,46 punti nel primo semestre del 2017 a 88,26 punti nei primi sei mesi del 2018.

## Storia

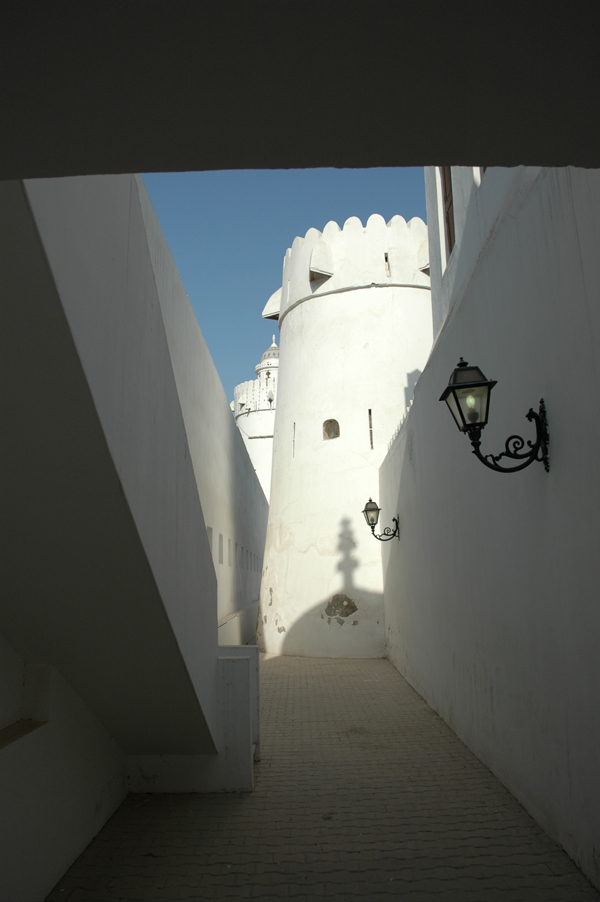
Qaṣr al-Ḥiṣn, "il Palazzo della Cittadella", la più vecchia costruzione della città di Abū Dhabī (1761)

Parte di Abū Dhabī venne colonizzata già nel III secolo a.C. Nella storia antica i nomadi si adattarono a vivere di pastorizia e di pesca, modelli tipici di tutta la regione. Nel VII secolo l'area era cristiana e recenti scavi archeologici, iniziati nel 1992, hanno portato alla luce i resti murari di un monastero cristiano preislamico, probabilmente nestoriano, sull'isola di Sin B. Yās, che si pensa risalga al VII secolo e che probabilmente ospitava una comunità di 30-40 monaci, ma dal secolo successivo l'Islam divenne la religione dominante in quell'area, rimanendo tale fino ai giorni nostri.
L'origine attuale di Abū Dhabī è connessa all'ascesa di un'importante confederazione tribale, quella dei Banu Yas, che alla fine del XVIII secolo prese il controllo di Dubai.
Fino alla metà del XX secolo l'economia di Abū Dhabī era basata quasi interamente sull'allevamento di dromedari, la produzione di datteri e verdure, prodotte nelle oasi dell'interno di al-ʿAyn e Līwā, sulla pesca e la ricerca delle perle nella costa della città di Abū Dhabī, occupata principalmente durante i mesi estivi. La maggior parte delle costruzioni degli insediamenti di Abū Dhabī era costituita da foglie di palma, mentre le famiglie ricche vivevano in capanne di fango. La crescita dell'industria della perla nel corso del XX secolo rese più difficile la vita degli abitanti di Abū Dhabī, giacché la perla era la materia di maggior esportazione e frutto di un enorme guadagno per i pochi ricchi locali.
Nel 1939 lo sceicco Shakhbut II bin Sultan Al Nahyan rilasciò la prima concessione petrolifera, ma il primo rinvenimento di petrolio risale al 1958. All'inizio, i guadagni derivati dal petrolio ebbero uno scarso impatto sull'economia: furono costruiti pochi edifici e tutti non molto alti, mentre solo nel 1961 venne terminata la prima strada asfaltata. Lo sceicco Shakhbut, che nutriva dubbi circa il regolare versamento delle royalties derivanti dal petrolio, preferì adottare un atteggiamento cauto, risparmiando quel denaro piuttosto che spingere per un maggior sviluppo economico di Abū Dhabī. Suo fratello, Zayed bin Sultan Al Nahyan, vide che l'enorme quantità di ricchezza avrebbe garantito di apportare modifiche radicali ad Abū Dhabī e la famiglia al potere, gli Āl Nahayan, decise che Zayed dovesse diventare il nuovo sceicco, sostituendo il fratello, portando così a compimento la sua idea di sviluppo economico della città.
La città di Abū Dhabī è una delle città più moderne del mondo, con una vivace edilizia che ha realizzato grattacieli sempre più alti.

## Geografia fisica
Abū Dhabī è situata nella parte sudorientale del Golfo Persico, nella Penisola arabica. La città si colloca su un'isola, chiamata Rīm, situata a meno di 250 metri dalla costa ed è unita al continente tramite i ponti di Maqta, Mussafa ed il terzo ponte, Shaykh Zayed Bridge, progettato dall'architetto Zaha Hadid.
| Abu Dhabi                    | Mesi  | Mesi  | Mesi  | Mesi  | Mesi  | Mesi  | Mesi  | Mesi  | Mesi  | Mesi  | Mesi  | Mesi  | Stagioni | Stagioni | Stagioni | Stagioni | Anno    |
| Abu Dhabi                    | Gen   | Feb   | Mar   | Apr   | Mag   | Giu   | Lug   | Ago   | Set   | Ott   | Nov   | Dic   | Inv      | Pri      | Est      | Aut      | Anno    |
| ---------------------------- | ----- | ----- | ----- | ----- | ----- | ----- | ----- | ----- | ----- | ----- | ----- | ----- | -------- | -------- | -------- | -------- | ------- |
| T. max. media (°C)           | 24,1  | 26,0  | 29,5  | 34,5  | 39,3  | 40,8  | 42,1  | 42,9  | 40,4  | 36,5  | 31,1  | 26,3  | 25,5     | 34,4     | 41,9     | 36,0     | 34,5    |
| T. media (°C)                | 18,8  | 19,6  | 22,6  | 26,4  | 31,2  | 33,0  | 34,9  | 35,3  | 32,7  | 29,1  | 24,5  | 20,8  | 19,7     | 26,7     | 34,4     | 28,8     | 27,4    |
| T. min. media (°C)           | 13,2  | 14,6  | 17,5  | 20,8  | 23,8  | 26,1  | 28,8  | 29,5  | 26,6  | 23,2  | 18,7  | 15,8  | 14,5     | 20,7     | 28,1     | 22,8     | 21,5    |
| Precipitazioni (mm)          | 7,0   | 21,2  | 14,5  | 6,1   | 1,3   | 0,0   | 0,0   | 1,5   | 0,0   | 0,0   | 0,3   | 5,2   | 33,4     | 21,9     | 1,5      | 0,3      | 57,1    |
| Giorni di pioggia            | 0,0   | 0,0   | 0,0   | 0,0   | 0,0   | 0,0   | 0,0   | 0,0   | 0,0   | 0,0   | 0,0   | 0,0   | 0,0      | 0,0      | 0,0      | 0,0      | 0,0     |
| Umidità relativa media (%)   | 68    | 67    | 63    | 58    | 55    | 60    | 61    | 63    | 64    | 65    | 65    | 68    | 67,7     | 58,7     | 61,3     | 64,7     | 63,1    |
| Ore di soleggiamento mensili | 246,1 | 232,6 | 251,1 | 280,5 | 342,2 | 336,9 | 314,2 | 307,5 | 302,4 | 304,7 | 286,6 | 257,6 | 736,3    | 873,8    | 958,6    | 893,7    | 3 462,4 |

## Economia
Abu Dhabi possiede il 9% di tutte le riserve petrolifere del mondo (98.2 miliardi di barili) e quasi il 5% di gas naturale (5.8 trilioni di metri cubi); la gran ricchezza di idrocarburi degli Emirati Arabi le dà uno dei più alti PIL. Abu Dhabi è proprietaria della maggior parte delle risorse presenti nell'emirato (95% del petrolio e 92% del gas).
La Società Nazionale del Petrolio Abu Dhabi National Oil Company ha affermato nell'agosto 2006, che gli Emirati Arabi sono disposti ad ampliare la produzione di petrolio a 2,8 milioni di barili al giorno e uno dei suoi obiettivi principali è ampliare la produzione fino a 4 milioni di barili al giorno per il 2010. Abu Dhabi è il maggior produttore di petrolio dell'Emirato, che ha ottenuto la maggior parte della sua ricchezza da questa tendenza.

## Educazione
- INSEAD
- Sorbonne Université Abu Dhabi

## Urbanistica
La progettazione della città è avvenuta negli anni settanta per una popolazione massima di 600 000 abitanti. Per quel periodo la pianificazione era ideale con strade molto ampie ed alcune torri.
Nella parte nord dell'isola, dove la densità della popolazione è molto più elevata, le strade principali sono circondate da torri alte anche 60 metri. Tra questi palazzi ci sono delle vie circondate da case non molto alte (dai 2 ai 6 piani).
Fuori dalla zona molto popolata, il terreno viene di solito destinato a edifici di tipo governativo e a case private.
Attrazione e parte integrante dell'urbanistica della città è il lungomare (detto, per prestito francese, Corniche), indicato come destinazione preferita da residenti e viaggiatori; lunga quasi sei chilometri, la Corniche di Abu Dhabi segue la linea costiera dell'isola ed è punteggiata di parchi pubblici e vegetazione e animata da bellissime fontane.

### Problemi di pianificazione
- La popolazione della città supera di molto il limite che venne calcolato quando vennero creati i progetti della città. Questo provoca una considerevole congestione del traffico e carenza di posti auto.
- La mancanza di un sistema di trasporto pubblico affidabile porta spesso alla necessità di utilizzare il mezzo privato per il trasporto.
- Il sistema di strade a griglia pone un problema per la sistemazione del trasporto pubblico.
- I grattacieli posti a distanza ravvicinata possono portare spesso alla creazione di luoghi d'ombra.

#### Sviluppi futuri
Esistono piani per la creazione di servizi di metropolitana e per il miglioramento del servizio di autobus urbani, per risolvere i notevoli problemi di traffico urbano.
I nuovi progetti per le isole che circondano la città serviranno ad incrementare la popolazione della città ad 800 000 abitanti:
- Isola Yas
- Isola Saadiyat
- Isola Al Lulu
- Isola Rim
- Isola Raha
- Mangrove Village
- Bawabat Abu Dhabi

### Quartieri
- Al Aman
- Al Bateen
- Al Dhafrah
- Al Falah
- Al Karama
- Al Khubeirah
- Al Lulu Island
- Al Madina
- Al Maryah Island
- Al Manaseer
- Al Manhal
- Al Maqtaa
- Al Markaziyah
- Al Meena
- Al Moroor
- Al Mushrif
- Al Muzoon
- Al Nahyan
- Al Qubesat
- Al Ras Al Akhdar
- Al Reef
- Al Reem Island
- Al Rehhan
- Al Rowdah
- Al Shamkha
- Bani Yas
- Al Zaab
- Al Zahiyah
- Al Zahraa
- Al Khalidyah
- Bain Al Jisrain
- Hideriyyat
- Khalifa City
- Marina Village
- Masdar City
- Mohammed Bin Zayed City
- Saadiyat Island
- Shakhbout City
- Officers City
- Qasr El Bahr
- Qasr El Shatie
- Yas Island
- Al Samha

### Architettura

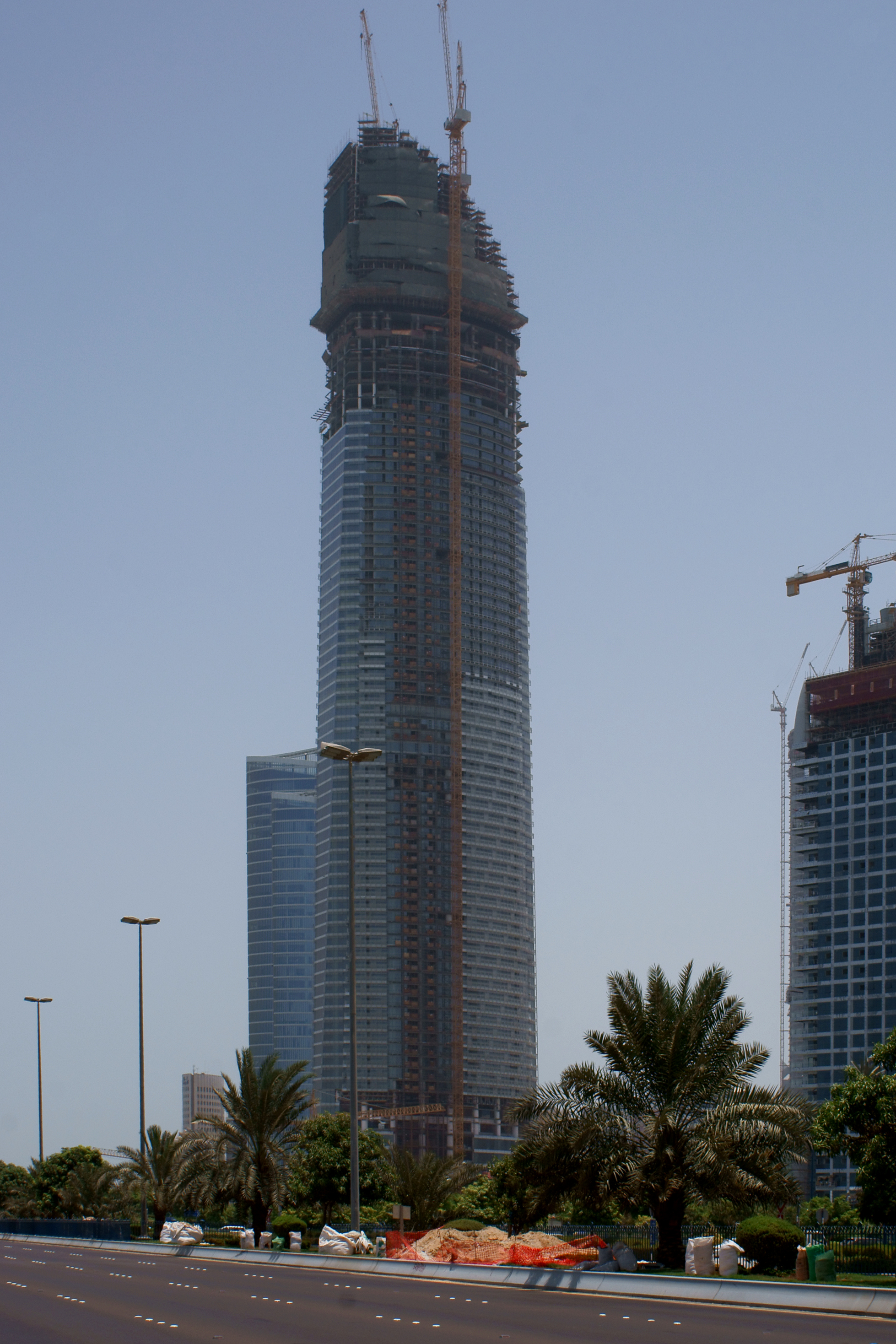
ADIA Tower a sinistra e The Landmark a destra.

- Capital Gate
- Etihad Towers
- Gran Moschea dello Sceicco Zayed

### Parchi e giardini

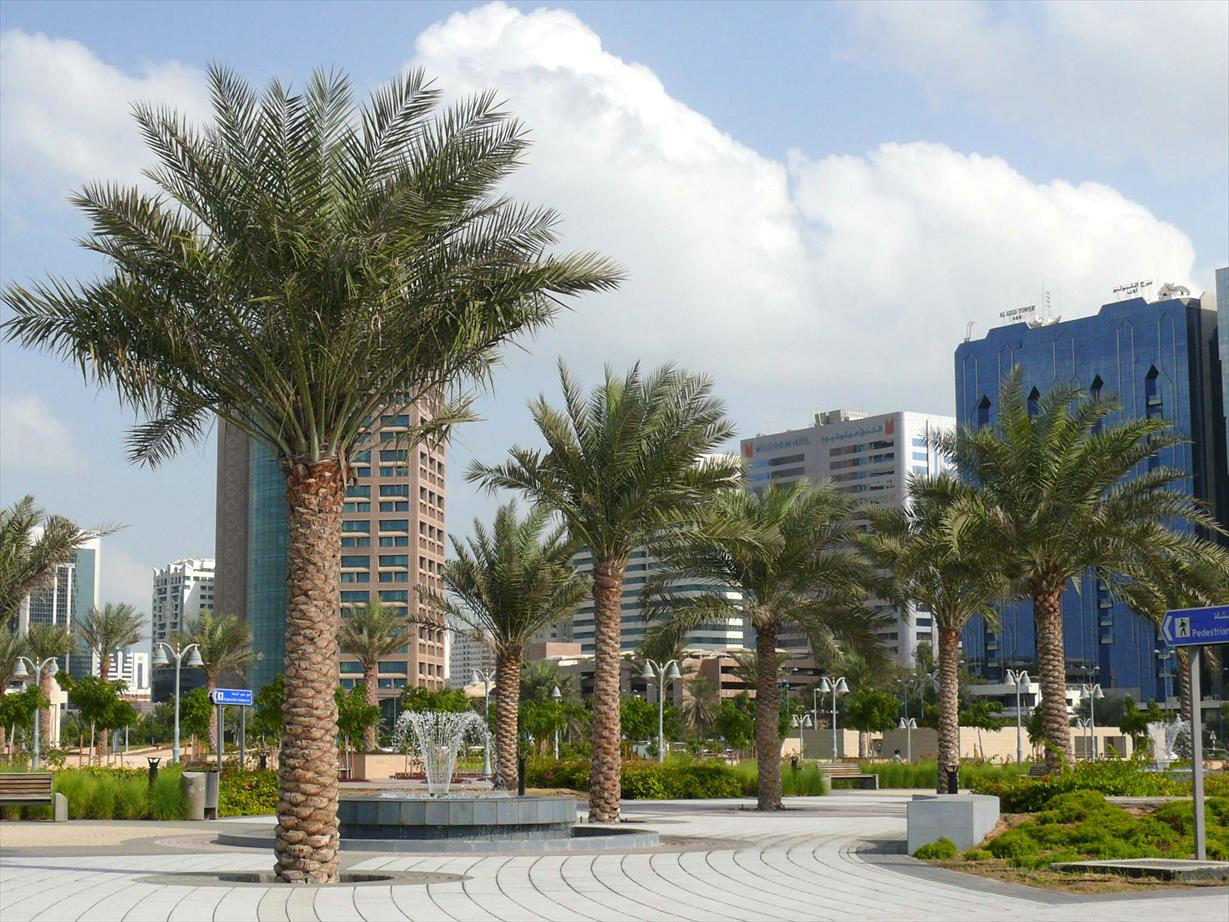
Un parco pubblico di Abu Dhabi

La città ha più di 20 tra parchi e giardini e 10 km di spiagge pubbliche.
La cosiddetta "Corniche", il lungomare, si estende per 12 km dal porto commerciale sino alle Etihad Towers con piste ciclabili e pedonali, giardini, aree verdi e di ristoro, molte fontane e giochi per bambini.

## Infrastrutture e trasporti
La città è servita dall'Aeroporto Internazionale di Abu Dhabi.

## Cultura

### Lingua e letteratura
La maggior parte degli abitanti non sono indigeni, ma lavoratori immigrati e professionisti arrivati specialmente da Bangladesh, India, Pakistan, Egitto, Filippine, Regno Unito ed altre parti del mondo. Le lingue principali sono inglese, cinese mandarino e indonesiano.

### Cinema
Gran parte del film Sex and the City 2 è ambientato nella città, ma non girato nella stessa, per via del divieto di girare nel Golfo arabo dovuto al titolo ed alla sceneggiatura del film. Le riprese delle scene ambientate nella città ebbero luogo in Marocco.
L'ultimo film girato ad Abu Dhabi è stato Fast & Furious 7, diretto da James Wan e uscito nel 2015.

### Densità di popolazione
La densità di Abu Dhabi è molto varia, con un alto livello di densità nel centro ed una bassa densità nella periferia della città. Nelle aree con maggiore densità sono stati costruiti dei palazzi mediamente alti o dei grattacieli come il notevole Abu Dhabi Investment Authority Tower, la National Bank of Abu Dhabi, la sede dell'Hilton Hotel e la sede dell'Etisalat che si trovano nel distretto finanziario di Abu Dhabi.
Altri edifici moderni ed importanti sono l'Emirate Palace con il design ispirato al patrimonio arabo e la Gran Moschea dello Sceicco Zayed.
Lo sviluppo di edifici alti è stato incoraggiato nel Abu Dhabi Plan 2030, che porterà alla costruzione di molti nuovi grattacieli nel prossimo decennio, in particolare verrà ampliata la sede degli affari di Abu Dhabi con dei nuovi edifici sull'isola al-Rīm.

## Società

### Evoluzione demografica
Secondo i dati del 2012 gli abitanti sono circa 613.368.

## Sport
Il 1º novembre 2009 Abu Dhabi ha ospitato la prima edizione del Gran Premio di Abu Dhabi, diciassettesima prova del campionato mondiale di Formula 1, disputata nel circuito di Yas Marina. 
La città ha anche un parco a tema chiamato Ferrari World.
Nel 2009 e 2010 ha ospitato il Mondiale di calcio per club, i primi mondiali non disputati in Giappone. Ha riorganizzato il torneo anche nel 2017 e nel 2018.
Nell'ottobre 2015 si è disputata la prima edizione dell'Abu Dhabi Tour, corsa ciclistica per professionisti in quattro tappe. Il vincitore della classifica finale è stato il colombiano Esteban Chaves.

## Amministrazione

### Gemellaggi
- Betlemme, Autorità Palestinese.[10]
- Houston, Texas, Stati Uniti, dal 2002[11]
- Nicosia, dal 2004
- Madrid, dal 2007[12]
- Minsk, dal 2007
- Brisbane, dal 2009.[13]